# Lauri Lehtinen
Lauri Aleksanteri Lehtinen, född 10 augusti 1908 i Borgå, död 4 december 1973 i Helsingfors, var en finländsk friidrottare med specialinriktning på långdistans.
Lehtinen är mest känd för att ha vunnit det kontroversiella femtusenmetersloppet vid OS i Los Angeles 1932.
Sex veckor före OS förbättrade Lehtinen Paavo Nurmis åtta år gamla världsrekord på 5000 m, till tiden 14.17,0, något som gjorde honom till huvudfavorit inför OS.
Försöken var en ren expeditionsaffär för favoriterna. I finalen kom, förutom Lehtinen, landsmannen Lauri Virtanen och amerikanen Ralph Hill att spela huvudrollerna. Finländarna öppnade i ett högt tempo och Hill visade sig vara den ende som kunde följa dem. Snart kom det att visa sig att loppet skulle bli en duell mellan Lehtinen och Hill. På det sista varvet försökte Hill att springa förbi Lehtinen, men denne sprang sicksack på banan och förhindrade på så sätt passagemöjligheterna för amerikanen. Hemmapubliken var i  uppror, och strax efter att Lehtinen korsat mållinjen en knapp halvmeter före Hill, lämnades det in en protest. Denna godkändes dock aldrig, varför finländaren stod som segrare på det olympiska rekordet 14.30,0. Silvermedaljören Hill fick samma tid. Det är den enda gången som ettan och tvåan haft identisk tid i en olympisk friidrottsfinal längre än 200 meter. Virtanen knep bronset, 14 sekunder bakom Lehtinen och Hill.
Fyra år senare ställde Lehtinen åter upp i OS (denna gång i Berlin), för att försvara sin titel. Han misslyckades dock med detta, då han fick nöja sig andraplatsen bakom landsmannen Gunnar Höckert.
År 1940 skänkte Lehtinen bort sin guldmedalj till en soldat som hade utmärkt sig vid striderna vid Karelska näset. Detta var en gest som Lehtinen gjorde för att hedra Gunnar Höckert, som hade gått in som frivillig i den finska armén för att kämpa i vinterkriget mot Sovjetunionen. Höckert hade stupat på Karelska näset, dagen före sin 30-årsdag.